# Donja Raštelica
Donja Raštelica je naselje u općini Hadžići, Federacija BiH, BiH.

## Stanovništvo
Nacionalni sastav stanovništva 1991. godine, bio je sljedeći:
ukupno: 358
- Bošnjaci - 219 (61,17%)
- Srbi - 123 (34,35%)
- Hrvati - 9 (2,51%)
- Jugoslaveni - 3 (0,83%)
- ostali, neopredijeljeni i nepoznato - 4 (1,11%)